# 陳演
陳演（1600年—1644年），字發聖，號讚皇，四川井研人，崇禎時期的內閣首輔。

## 生平
治书经，行一，庚子年九月初九日生。陳演是天啟元年（1621年）辛酉科顺天乡试三十六名，天啟二年（1622年）聯捷壬戌科進士。吏部观政，改翰林院庶吉士。崇禎十五年（1642年），陳演於山東平定盜賊有功，升任戶部尚書，加太子少保銜。崇禎十六年五月，周延儒被罷免，陳演代為首輔，後因謊報戰功而被罷免。《明史》稱陳演為人“既庸且刻”，崇禎十七年（1644年）正月初三，李明睿勸崇禎放棄北京，儘快南遷。崇禎有意遷都，陈演反对“南迁”，並示意兵科给事中光時亨，严厉谴责李明睿，扬言：“不杀李明睿，不足以安定民心”。二月初八，李自成陷太原，北京震動。薊遼總督王永吉、順天巡撫楊鶚建議提調吳三桂保衛京師，二月二十七日，崇禎帝在文華殿召開緊急會議，徵調吳三桂“勤王”，陳演、魏藻德兩人不敢同意，以致此事一延再延。最後崇禎罵他：「汝一死不足蔽辜！」三月初四，崇禎帝終於決定，放棄寧遠，徵調吳三桂、王永吉、唐通、劉澤清護衛京師。吳三桂接到命令後，三月上旬啟程，十六日入山海關，二十日至豐潤時，李自成已攻破北京。
李自成入北京，陳演想逃離北京，但因家產太多而未果。他主動向劉宗敏獻白銀四萬兩。稍後，其家僕告發，說他家中地下藏銀數萬。農民軍掘之，果見地下全是白銀。刘宗敏大怒，大刑伺侯，刑求得黄金数百两，珠珍成斛，四月八日，得釋。十二日，李自成敗於多爾袞、吳三桂之聯軍，临走前，將陈演等人斩首。
另一民变领袖张献忠后来称帝，以陈演的女儿为皇后，陈演的儿子为翰林学士。

## 家族
曾祖陈廷魁。祖陈效，庚辰进士，辽海朝鲜监军御史，赠光禄寺卿，庙祀朝鲜，崇祀。父陈直儒，甲午举人。母胡氏。永感下，娶郭氏。兄㴶、濂、洵。弟瀄、辛酉举人；澥，锦衣卫百户世袭；法、沫、汴。子宇柱、宇榗、宇標。